# La felicità non costa niente
La felicità non costa niente es una película dramática de 2003 producida entre Italia y Francia. Dirigida por Mimmo Calopresti, contó con las actuaciones protagónicas de Francesca Neri, Vincent Pérez, Valeria Bruni Tedeschi y el propio Calopresti. La cinta obtuvo nominaciones en los premios David de Donatello y Nastro d'argento.

## Sinopsis
Sergio es un hombre exitoso que divide su tiempo entre el trabajo, su esposa y su joven amante. Debido a un accidente descubre el vacío existencial dentro y fuera de sí mismo y con la ayuda de uno de sus empleados descubre que la felicidad proviene de las cosas más pequeñas y simples de la vida.

## Reparto
- Mimmo Calopresti: Sergio
- Vincent Pérez: Francesco
- Valeria Bruni Tedeschi: Carla
- Francesca Neri: Sara
- Fabrizia Sacchi: Claudia
- Luisa De Santis: Lucia
- Peppe Servillo: Gianni
- Valeria Solarino: Alessia
- Laura Betti: Nun